# Československá vojenská mise v Bolívii (1934–1935)
Československá vojenská mise v Bolívii byla mise pěti československých důstojníků, kteří jako vojenští poradci pomáhali v letech 1934–1935 bolivijské armádě ve válečném konfliktu s Paraguayí, jehož příčinou byl spor o část území Gran Chaco. Jednalo se o první vojenskou zahraniční misi samostatného Československa.

## Důvody mise
Na základě československo-bolivijské smlouvy z 8. května 1934, požádala Bolívie Československo o vojenskou pomoc při vojenském střetu s Paraguayí, který trval již od roku 1932. Předmětem sporu mezi Bolívií a Paraguayí se stala oblast Chaco Boreal na území Gran Chaco, kde byla v roce 1925 objevena ložiska ropy. Československo dodávalo Bolívii již od roku 1932 zbraně (v letech 1932–1935 dodala Československá zbrojovka Brno do Bolívie 55 000 pušek, 2 982 kulometů a 82 milionů nábojů), ale poté, co Bolívie utrpěla ve válce o Gran Chaco několik významných porážek, požádala Československo o vyslání zkušených vojenských poradců.

## Mise v Bolívii
Ve sporu mezi Bolívií a Paraguayí zachovávalo Československo navenek neutralitu a ministr zahraničí Edvard Beneš se navíc jako funkcionář Společnosti národů snažil o hledání mírového řešení konfliktu. Československé Ministerstvo obrany se však k možnosti mise svých vojenských odborníků do Bolívie vyjádřilo kladně a tento plán získal i podporu zbrojařského průmyslu. Mise tak byla do Bolívie vyslána 24. května 1934. Její členové však museli před svým odjezdem vystoupit z Československé armády a do Bolívie oficiálně odcestovat jako soukromé osoby. V rámci vojenského konfliktu mohli také působit jen jako pozorovatelé a nesměli velet vojenským akcím proti nepříteli. Jejich úkolem měl být výcvik armády, stabilizace obranných linií a organizace zásobování. Po celou dobu mise byli placeni Bolívií.

## Členové mise
Misi v Bolívii vedl brigádní generál Vilém Plaček. V operačním oddělení štábu hlavního velitelství pracoval kpt. Theodor Pokorný, výcvik pěchoty řídil plk. Rudolf Bělín, výcvik dělostřelectva mjr. Bohumír Podlezl a pplk. Čeněk Kudláček měl funkci hlavního ubytovatele.

## Konec mise
Pětice československých vojenských poradců pobyla v Bolívii až do stabilizace fronty a uzavření příměří mezi Bolívií a Paraguayí 14. června 1935. Po skončení války o Gran Chaco obdrželi příslušníci mise řád Condora Commendatore.